# Ukrajinśke (orilśkyj starostynśkyj okruh)
Ukrajinśke (ukr. Українське) – wieś na Ukrainie, w obwodzie charkowskim, w rejonie łozowskim, w hromadzie Łozowa. W 2001 liczyła 562 mieszkańców.